# Hans Binder
Hans Binder (Zell am Ziller, Innsbruck, 12 juni 1948) is een voormalig Oostenrijks Formule 1-coureur tussen 1976 en 1978. Hij racete 15 Grands Prix voor de teams Ensign, Wolf, Surtees en ATS.